# Johan Wedulin
Johan Wedulin var en svensk bildhuggare verksam under senare delen av 1700-talet.
Han var troligen son till bildhuggaren Bengt Wedulin och verksam i Hjo där hans far tidigare drivit en bildhuggerirörelse. Bland hans bevarade arbeten märks en altartavla för Nykils kyrka i Östergötland som han utförde 1786.